# Munizipalität Mzcheta
Die Munizipalität Mzcheta (georgisch მცხეთის მუნიციპალიტეტი, Mzchetis munizipaliteti) ist eine Verwaltungseinheit (etwa entsprechend einem Landkreis) in der Region Mzcheta-Mtianeti im östlichen Zentralteil Georgiens.

## Geographie
Verwaltungszentrum der Munizipalität ist die Kleinstadt Mzcheta. Als Verwaltungssitz der Region gehört die Stadt selbst seit 2014 jedoch nicht mehr zur Munizipalität, sondern ist der Region direkt unterstellt.
Die 805 km² große Munizipalität grenzt im Norden an die Munizipalität Duscheti und im Nordosten an die Munizipalität Tianeti, beide ebenfalls in der Region Mzcheta-Mtianeti, im Osten an die Munizipalität Sagaredscho der Region Kachetien, im Süden an die Hauptstadtregion Tiflis, im Südosten an die Munizipalität Gardabani und im Südwesten an die Munizipalität Tetrizqaro der Region Niederkartlien sowie im Westen an die Munizipalität Kaspi der Region Innerkartlien.
Der Zentralteil der Munizipalität liegt in den Täler des Flusses Kura sowie des bei der Stadt Mzcheta von links einmündenden Aragwi. Im Nordwesten markiert der ebenfalls linke Kura-Nebenfluss Ksani einen Teil der Grenze zur Munizipalität Kaspi, im Südwesten der rechte Kura-Zufluss Were einen Abschnitt der Grenze zum Stadtgebiet von Tiflis. Den Südwesten des Gebietes erreichen die östlichsten Ausläufer des Trialeti-Gebirges, das dort bis über 1700 m hoch ist. Im Süden bis Südosten erstreckt sich links der Kura das Saguramo-Gebirge, das an der Grenze der Munizipalität eine Höhe von knapp 1800 m erreicht. Entlang der nordöstlichen Grenze schließt nicht der südlichste Teil des Kartlischen Gebirges an, dort noch über 1600 m hoch. Im Nordwesten, zwischen Aragwi und Ksani, steigt das Bergland in zwei Stufen vom dort engen Kura-Tal auf bis zu 1300 m an.
Auf dem Territorium der Munizipalität liegt im Bereich des Kartlischen und Saguramo-Gebirges der größte Teil des Nationalparks Tbilissi.

## Bevölkerung und Verwaltungsgliederung
Die Munizipalität hat 53.000 Einwohner (Stand: 2021). Die Einwohnerzahl war mit 47.711 Einwohnern (2014) gegenüber der vorangegangenen Volkszählung (64.829 Einwohner 2002) zwar gesunken, jedoch nur aufgrund der Ausgliederung der Stadt Mzcheta 2014 sowie der Abgabe eines Gebietes mit neun Ortschaften an die Hauptstadtregion Tiflis bereits 2007 (die Minderstadt/daba Sahessi und die Gemeinde Gldani mit einem Ort an den heutigen Stadtrajon Gldani, die gesamte Gemeinde Dighomi mit fünf Orten an den Stadtrajon Saburtalo sowie zwei Orte der Gemeinde Lissi an den Stadtrajon Wake).
Bezogen auf das frühere Gebiet der Munizipalität, in dem 2014 72.862 Menschen lebten, ist die Einwohnerzahl gegen den gesamtgeorgischen Trend sogar erheblich gestiegen; während sie im abgegebenen Gebiet insgesamt sogar leicht zurückging (von 25.998 auf 25.151), betrug der Anstieg im verbliebenen Teil der Munizipalität gegenüber 38.831 Einwohnern 2002 sogar fast 23 %. Dies ist hauptsächlich auf die Einrichtung von Flüchtlingscamps nach dem Kaukasuskrieg 2008 zurückzuführen, beispielsweise bei den Dörfern Preseti, Zerowani und Zilkani (Camp Achalubani).     
Zuvor war die Bevölkerungszahl bereits seit den 1950er-Jahren kontinuierlich gestiegen, in den 1990er-Jahren jedoch verlangsamt.
Bevölkerungsentwicklung
Anmerkung: Volkszählungsdaten. 2007 Teil des Gebietes (mit neun Orten) an Tiflis abgegeben, 2014 Stadt Mzcheta ausgegliedert: zum Vergleich auch Einwohnerzahl der Munizipalität mit diesen Orten 2014 angezeigt.

Die Munizipalität wird überwiegend von Georgiern bewohnt (90,71 %); 3,45 % sind Aserbaidschaner (vorwiegend in den Dörfern Mschaldiri, Zichisdsiri und Zodoreti), 2,26 % Osseten und 1,50 % Assyrer (kompakt im Dorf Dsweli Kanda, alles Stand 2002).
Die größten Ortschaften neben der Minderstadt Mzcheta (7940 Einwohner) sind mit jeweils über 2000 Einwohnern die Dörfer Dsalissi, Dsegwi, Ksani, Missakzieli, Muchrani, Zerowani und Zilkani (2014).
Die Munizipalität gliedert sich in den eigenständigen Hauptort Mzcheta sowie 16 Gemeinden (georgisch temi, თემი beziehungsweise bei nur einer Ortschaft einfach „Dorf“, georgisch sopeli, სოფელი) mit insgesamt 66 Ortschaften, davon vier ohne ständige Einwohner:
| Gemeinde         | Anzahl Ortschaften | Einwohner (2014) |
| ---------------- | ------------------ | ---------------- |
| Aghdgomliantkari | 5                  | 1779             |
| Dsalissi         | 1                  | 2104             |
| Dsegwi           | 5                  | 3078             |
| Galawani         | 8 1                | 2633             |
| Ksani            | 1                  | 2962             |
| Ksowrissi        | 2                  | 1425             |
| Lissi            | 12 3               | 1784             |
| Missakzieli      | 4                  | 3769             |
| Muchrani         | 3                  | 7735             |
| Nitschbissi      | 4                  | 1767             |
| Saguramo         | 7                  | 2834             |
| Wasiani          | 1                  | 526              |
| Zchwaritschamia  | 6                  | 259              |
| Zerowani         | 4                  | 9350             |
| Zichisdsiri      | 1                  | 1606             |
| Zilkani          | 2                  | 4100             |

## Geschichte
Nach dem Zerfall des mittelalterlichen Königreiches Georgien im 16. Jahrhundert gehörte das gesamte Gebiet zum unabhängigen Königreich Kartlien und dann zum 1762 vereinigten Kartlien-Kachetien. Während der Zugehörigkeit zum Russischen Reich kam es zum Gouvernement Tiflis und war aufgeteilt zwischen dessen Ujesden Tiflis, Duscheti und Gori.
Diese Gliederung bestand weiter bis in die Anfangsjahre der Sowjetunion. 1928 wurde der kurzlebige Okrug Tiflis gebildet und 1930 erstmals ein Rajon Mzcheta ausgewiesen, der jedoch bereits 1934 wieder im mittlerweile entstandenen Rajon Tiflis aufging. Dieser umfasste nach der Ausgliederung der Stadt Tiflis als eigenständige Verwaltungseinhalt 1938 das gesamte Umland der georgischen Hauptstadt. Der genaue Zeitpunkt der erneuten Bildung des Rajons Mzcheta ist unbekannt, vermutlich spätestens Mitte der 1950er-Jahre. Nach Erlangung der Unabhängigkeit Georgiens wurde der Rajon 1995 der neu gebildeten Region Mzcheta-Mtianeti zugeordnet und 2006 in eine Munizipalität umgebildet.

## Verkehr
Durch die Munizipalität verläuft die internationale Fernstraße S1 (ს1) von Tiflis zur russischen beziehungsweise abchasischen Grenze, auf diesem Abschnitt zugleich Europastraße 60 und durchgehend zur Autobahn ausgebaut. Nördlich von Mzcheta zweigt die internationale Fernstraße S3, zugleich Europastraße 117 und dem Verlauf der historischen Georgischen Heerstraße entlang dem Aragwi folgend, in Richtung der russischen Grenze ab.
Den Osten der Munizipalität durchquert die Nationalstraße Sch30 (შ30) von Tiflis in den nordöstlich benachbarten Verwaltungssitz Tianeti, die das Saburtalo- und Kartlische Gebirge über zwei gut 1100 m  beziehungsweise 1400 m hohe Pässe überwindet. Die Sch29 (შ29) folgt dem rechten Kura-Ufer von Mzcheta aufwärts in Richtung Gori, die Sch28 (შ28) dem linken Ksani-Ufer von der S1 in Richtung Achalgori in der gleichnamigen Munizipalität (beziehungsweise Rajon Leningor der abtrünnigen Republik Südossetien). Die Sch 149 (შ149) erschließt den östlichen Zentralteil des Gebietes von Mzcheta durch das Tal des linken Aragwi-Zuflusses Tesami zur Sch30, die Sch 151 (შ151) den Nordwesten zwischen S3 und Sch28. Die Ortschaften im äußersten Südwesten des Gebietes sind auf dem Territorium der Munizipalität nicht per Straße mit deren Zentralteil verbunden, sondern nur über Tiflis erreichbar. Nahe der Westgrenze des Gebietes überquert die Sch 153 (შ153) das Trialeti-Gebirge von der Sch29 in Richtung der Munizipalität Tetrizqaro (Sch36/შ36 bei Manglissi) als westliche Umgehung von Tiflis; diese ist aber bislang eine unbefestigte Piste.
Durch das Kura-Tal verläuft auf dem Territorium der Munizipalität die transkaukasische Bahnstrecke Poti–Tiflis–Baku mit Bahnhöfen in Ksani, Dsegwi und Mzcheta.